# ایسابل فرناندس
ایسابل فرناندس (اسپانیایی: Isabel Fernández‎؛ زادهٔ ۱ فوریه ۱۹۷۲) جودوکار اهل اسپانیا بود.
وی در مسابقات کشوری و بین‌المللی در مجموع برندهٔ ۸ مدال طلا، ۵ مدال نقره، ۶ مدال برنز شده‌است.